# Droit de vote en France
Tout Français majeur a le droit de vote sans distinction de sexe, d'origine, de religion ou d'idéaux politiques. Ce droit s'applique dans la commune où il est inscrit et lui permet de participer au choix de conseillers lors des élections locales, ou de député(s) lors des élections nationales et européennes.
Le droit prévoit cependant la possibilité d'assortir une condamnation pénale d'une interdiction qui prive le citoyen de son droit de vote pour un temps limité. Cette privation n'est cependant pas automatique et on peut jouir du droit de vote en prison.
Les ressortissants de l'Union européenne sont également autorisés à voter en France et dans tout pays de l'Union européenne aux élections européennes — comme le prévoit le droit communautaire — et aux élections municipales.

## Règles générales
Chaque électeur a le droit à une voix (contrôle de l'identité), et cette voix est un bulletin secret : obligation de voter dans le secret de l'isoloir, et de mettre le bulletin dans une enveloppe opaque. Il est en revanche autorisé de ne pas prendre de bulletin ou de n'en prendre qu'un,,. Le code électoral a été remis à jour par le Conseil constitutionnel en 2012. L'article L 62 traite de l'opération de vote et insiste sur le fait que le votant « doit se rendre isolément dans la partie de la salle aménagée pour le soustraire aux regards pendant qu'il met son bulletin dans l'enveloppe ». Il n'est mentionné nulle part le nombre minimum de bulletins que doit prendre ce votant.
L'inscription sur les listes électorales est obligatoire, mais aucune sanction n'est prévue pour les citoyens qui ne s'inscriraient pas sur les listes électorales, ce qui rend en fait l'inscription facultative. Cependant, cette inscription est faite d'office pour tous les habitants atteignant l'âge de la majorité.
La participation aux scrutins n'est pas obligatoire, sauf pour l'élection des sénateurs, élus par un collège spécial de grands électeurs, qui, conformément aux dispositions de l'article L 318 du Code électoral, ont l'obligation de participer au scrutin sous peine d'amende de 100 €.

## Histoire du droit de vote en France

### Initiateurs
- John Locke : il développe au XVIIe siècle l'idée de séparations des pouvoirs entre pouvoir exécutif et pouvoir législatif.
- Montesquieu (De l'esprit des lois) : Au XVIIIe siècle, ce philosophe des Lumières théorise une séparation entre pouvoir exécutif, pouvoir législatif, et pouvoir judiciaire.
- Emmanuel-Joseph Sieyès : Figure politique pendant la Révolution française et l'Empire, il développe dans des essais ses idées autour de la place d'une Assemblée nationale et du projet de jury constitutionnaire pour le contrôle de conformité des lois aux droits naturels fondamentaux.

### Dates clés

#### XVIIIesiècle
Sous l'Ancien régime, il y avait une forme de suffrage censitaire (même élargi dans certains cas aux femmes), pour des conseils communaux, des corporations, des assemblées provinciales.
- 1789 : élection des membres des États généraux convoqués par Louis XVI. Les Français et naturalisés âgés d'au moins 25 ans, domiciliés et inscrits au rôle des impositions sont admis à voter par suffrage généralement direct au niveau du bailliage ou de la sénéchaussée pour la noblesse et le clergé, indirect à deux degrés pour le Tiers État, le premier étant la paroisse dans les campagnes, les districts dans les villes. Certaines femmes sont électrices : celles possédant un fief pour la noblesse, les membres des communautés religieuses pour le clergé, les chefs d'entreprise et les membres de communautés de métiers dans les villes pour le tiers État. Cette élection est la dernière jusqu'en 1945 où des femmes ont fait partie du corps électoral. Les blancs des colonies ont fait partie du corps électoral aux États généraux mais non les noirs libres (esclaves affranchis)[10]. Le Tiers état obtient deux représentants pour un de la noblesse et un du clergé.
- 1791 : suffrage censitaire[11] : En 1791, la France est gouvernée par une monarchie constitutionnelle mise en place par la Constitution du 3 septembre 1791. Dans ce régime, la souveraineté appartient à la Nation mais le droit de vote est restreint. Le suffrage est dit censitaire ; seuls les hommes de plus de 25 ans payant un impôt direct (un cens) égal à la valeur de trois journées de travail ont le droit de voter. Ils sont appelés « citoyens actifs ». Les autres, les « citoyens passifs », ne peuvent pas participer aux élections (pas plus que les personnes mises en accusation et les personnes ruinées). Les femmes et les domestiques sont également exclus. Le suffrage est aussi indirect car les citoyens actifs élisent des électeurs du second degré, disposant de revenus plus élevés, qui à leur tour élisent les députés à l’Assemblée nationale législative.
- 1792 : suffrage universel masculin (déjà instauré aux élections de 1791), après la mise en place d'un Conseil exécutif provisoire et la décision de convoquer une nouvelle Assemblée, la Convention nationale (21 septembre 1792 - 26 octobre 1795). Les élections législatives se déroulent du 2 au 6 septembre 1792, mais la participation est limitée : La participation électorale, très faible, dans les départements est de 11,9 % du corps électoral, contre 10,2 % en septembre 1791, alors que le nombre d'électeurs a plus ou moins doublé[12].
- 1795 : rétablissement du suffrage censitaire et indirect par la Constitution de l'an III qui institue le Directoire. Il existe toujours des électeurs de premier et de second degré. Pour être électeur du premier degré, il faut payer des impôts ou avoir participé à une campagne militaire. Les électeurs du second degré doivent être titulaires de revenus élevés, évalués entre 100 et 200 journées de travail selon les cas. Par ailleurs, pour être élu, il faut être âgé de 30 ans minimum pour siéger au Conseil des Cinq-Cents et de 40 ans pour le Conseil des Anciens.
- 1799 : suffrage universel masculin, restauré dans la Constitution de l'an VIII qui instaure le Consulat[11]. C'est un système démocratique factice, car les citoyens, âgés de 21 ans au moins, n'élisent pas de représentants mais se bornent à approuver des listes de notabilités. Ce sont des listes de candidats sur lesquelles les membres des Assemblées, les consuls et les fonctionnaires sont nommés ou élus par le Gouvernement ou par le Sénat. Ce dernier élit les membres du Corps législatif et du Tribunat à partir de la liste nationale, les juges de cassation et les commissaires à la comptabilité.

Le suffrage universel est à trois degrés :
1. Les électeurs de chaque canton désignent 1⁄10 d'entre eux pour constituer la liste d'arrondissement qui permet de choisir les fonctionnaires de l'arrondissement. Ces membres désignent alors 1⁄10 d'entre eux pour constituer la liste départementale.
2. La liste départementale permet de choisir les fonctionnaires du département. Ces membres désignent encore 1⁄10 d'entre eux pour constituer la liste nationale.
3. La liste nationale permet au Sénat de choisir les fonctionnaires nationaux dont les membres du corps législatif et du Tribunat.

#### XIXesiècle

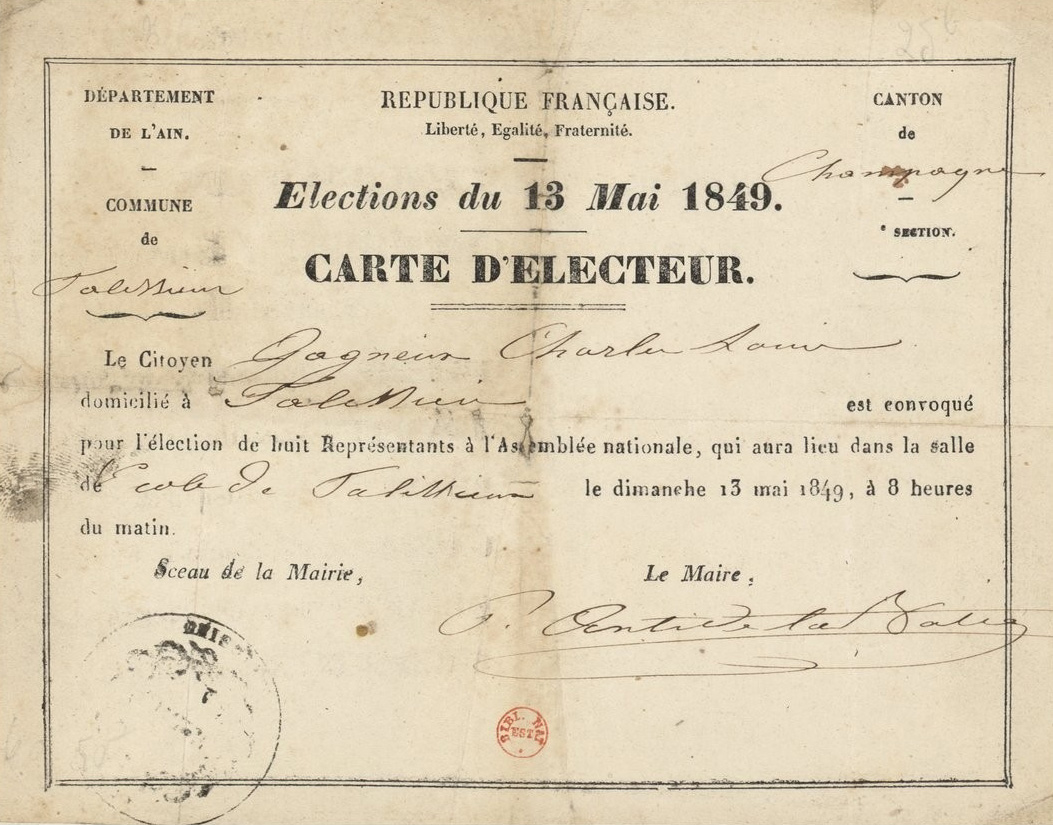
Carte d'électeur délivrée à Charles-Louis Gagneux, de Talissieu (Ain) signée par le Maire et portant le cachet de la mairie, pour l'élection législative du 13 mai 1849.

- Carte d'électeur délivrée à Charles-Louis Gagneux, de Talissieu (Ain) signée par le Maire et portant le cachet de la mairie, pour l'élection législative du 13 mai 1849.1815 : restauration du suffrage censitaire lors de la Restauration[11].
- 1820 : la loi électorale du 20 juin dite du double vote permet aux électeurs les plus riches de voter deux fois. Cette loi cherche à avantager l'aristocratie.
- 1830 : le cens requis pour avoir le droit de voter est abaissé de un tiers (de 300F à 200F et limite d'âge abaissée de 30 à 25 ans).
- 1848 : suffrage universel masculin[11], sauf pour les Français habitant à l'étranger, les détenus et le clergé[13]. Pour voter, il faut avoir au moins 21 ans et résider depuis six mois au même endroit.
- 1850 : loi du 31 mai exigeant trois ans de domicile dans le canton d'élection et l'absence de toute condamnation. Cette loi restreint fortement le suffrage universel en excluant les plus pauvres, qui à cette époque déménagent souvent. Cette restriction décidée par l’assemblée va permettre à Napoléon III (alors président de la République) d’apparaître comme l’ami du peuple en rétablissant le suffrage universel deux ans plus tard.
- 1852 : rétablissement du suffrage universel masculin, tronqué pour les militaires (sauf ceux en congé et présents dans leur commune d'origine le jour du vote).
- 1871 : maintien du suffrage universel masculin, aux conditions encore réduites pour les militaires en activité.
- 1872 : (le 27 juillet[14]) retrait du droit de vote aux militaires à la suite d'une loi proposée par le président de la République Adolphe Thiers. L'armée est dès lors surnommée la « Grande Muette »[11],[15].

#### XXesiècle

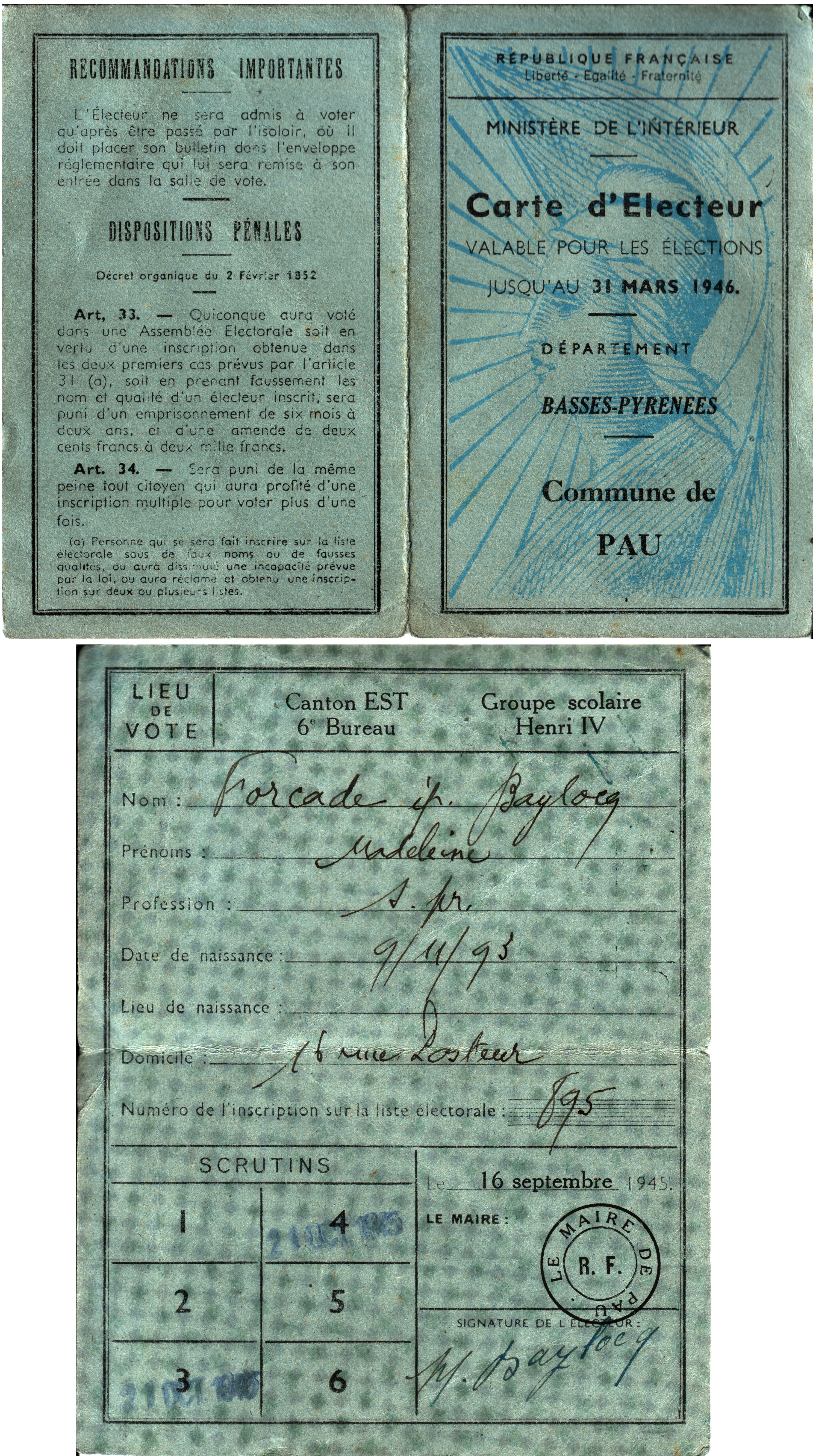
Carte d'électeur française de septembre 1945. Carte utilisée par une femme le 21 octobre 1945 pour le second vote des femmes pour les élections à l’Assemblée constituante.

- Carte d'électeur française de septembre 1945. Carte utilisée par une femme le 21 octobre 1945 pour le second vote des femmes pour les élections à l’Assemblée constituante. Années 1920 et 1930 : la loi sur le droit de vote des femmes est votée à six reprises par les députés, mais bloquée à six reprises par les sénateurs.
- 1941 : une Constitution est rédigée pour le gouvernement de Vichy accordant notamment le droit de vote aux femmes lors des élections législatives, mais n'est jamais promulguée[16].
- 1944 : (le 21 avril) droit de vote définitivement accordé aux femmes, sauf en Algérie[11]. Retour des élections au suffrage universel pour l'ensemble de la population après la Seconde Guerre mondiale. Le droit de vote est aussi alors accordé aux colonies françaises lors de la conférence de Brazzaville où sont réunis le général de Gaulle et les gouverneurs des colonies. La France combattante à Alger accorde le droit de vote et d'éligibilité aux femmes, près d'un siècle après l'adoption du suffrage universel masculin[17]. Elle est l'un des derniers pays d'Europe à le faire, juste avant l'Italie, la Belgique, la Grèce et la Suisse. Les femmes useront de ce droit pour la première fois aux élections municipales du 29 avril 1945. Les hommes sont cependant toujours obligés d'effectuer un service militaire pour acquérir le droit de vote.[réf. nécessaire]
- 1945 : (le 17 août[18]) un peu plus d'un an après les femmes[15], les militaires de carrière font partie des derniers citoyens français (à l'exception de plus d'un million de femmes musulmanes d'Algérie[19], des détenus et des personnes sans domicile fixe) à obtenir le droit de vote[20]. Jusque-là, les militaires étaient exclus du suffrage universel sous prétexte qu’ils ne devaient pas prendre parti dans les luttes politiques[15]. La « Grande Muette » est néanmoins soumise au devoir de réserve, comme l'ensemble des fonctionnaires.
- 1946 : droit de vote étendu à tous les Français d'outre-mer par la loi Lamine Guèye du 25 avril 1946, puis par la Constitution du 27 octobre 1946[11]. Néanmoins, la représentation des populations ultramarines autochtones (qualifiées d'indigènes) reste inégalitaire (principe du double collège).
- 1947 : En Algérie, la loi du 20 septembre 1947 dispose dans son article 4 que « les femmes d'origine musulmane jouissent du droit de vote », mais précise qu'une « décision de l'Assemblée algérienne […] fixera les modalités de l'exercice du droit de vote ». L'Assemblée, élue en avril 1948, renouvelée en février 1951 et janvier-février 1954, chaque fois par des élections truquées, n'a jamais rien fait[19],[21].
- 1956 : établissement de l'égalité de suffrage entre tous les citoyens avec l'abandon du principe du double collège pour les Français d'outre-mer (loi-cadre Defferre)[11].
- 1958 : En juillet 1958 le général de Gaulle impose le suffrage universel en Algérie, en établissant par décret le droit de vote de plus d'un million de femmes musulmanes[19].
- 1962 : instauration du suffrage universel direct lors de l’élection du président de la République française.
- 1974 : l'âge du droit de vote (ou plus exactement l'âge de la majorité) est abaissé de 21 à 18 ans par Valéry Giscard d'Estaing[11].
- 1992 : le traité de Maastricht crée la citoyenneté européenne[11]. Ainsi, dans chaque État membre, le droit de vote aux élections municipales et européennes est étendu aux citoyens originaires de l'Union européenne.
- 1994 : fin de la suppression automatique du droit de vote pour les détenus. L'automaticité est toujours la règle pour les personnes jugées coupables de concussion, corruption active ou passive, détournement de biens publics, menaces contre les personnes exerçant une fonction publique… depuis moins de cinq ans.
- 1998 : la loi d'orientation relative à la lutte contre les exclusions[22] prévoit dans son article 81 les modalités permettant aux personnes sans domicile fixe d'exercer leur droit de vote, elle remplace la loi no 69-03 du 3 janvier 1969[23] qui exigeait trois ans de rattachement à une commune. Les gens du voyage continuent de relever de la loi de 1969.

#### XXIesiècle

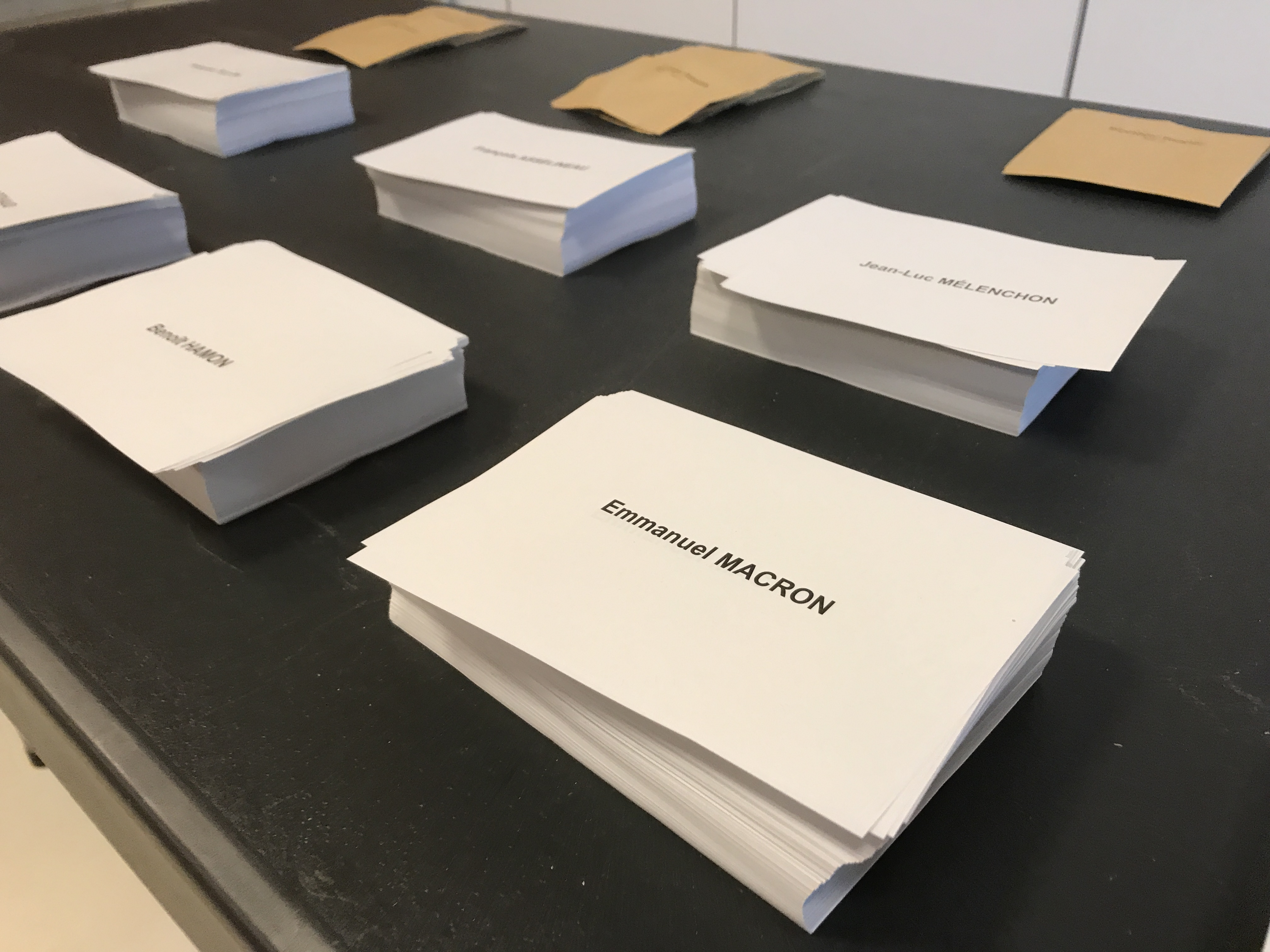
Bulletins de vote du premier tour de l'élection présidentielle française de 2017.

- Bulletins de vote du premier tour de l'élection présidentielle française de 2017.2005 :  la loi pour l’égalité des droits et des chances, la participation et la citoyenneté des personnes handicapées[24], permet à un juge d'accorder le droit de vote aux personnes placées sous tutelle.
- 2007 : avec la loi portant réforme de la protection juridique des majeurs[25], le droit de vote des personnes sous tutelle devient la norme.
- 2019 : Depuis la loi du 23 mars 2019, le juge des tutelles ne peut plus priver une personne sous tutelle de son droit de vote.